# Josef Franz Karl Amrhyn

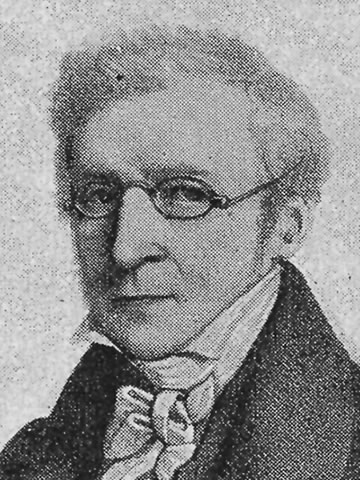
Josef Franz Karl Amrhyn

Josef Franz von Sales Johann Baptist Karl Nikolaus von Flüe Amrhyn (* 11. Februar 1800 in Luzern; † 7. April 1849 ebenda; heimatberechtigt in Luzern) war ein Schweizer Beamter. Er war von 1831 bis 1847 Bundeskanzler.

## Biografie
Der Sohn von Tagsatzungspräsident Josef Karl Amrhyn besuchte von 1810 bis 1812 im Schloss Yverdon die von Johann Heinrich Pestalozzi geführte Schule, später absolvierte er das Gymnasium in Luzern. Von 1823 studierte er Recht an den Universitäten Göttingen, Freiburg und Paris. 1822 trat er der Alten Freiburger Burschenschaft bei. 1824 wurde er zum Vize-Verhörrichter in Luzern ernannt und spielte eine umstrittene Rolle beim Prozess um die Ermordung von Schultheiss Franz Xaver Keller.
1825 trat Amrhyn in die Bundeskanzlei ein und war als Staatsschreiber der engste Mitarbeiter von Bundeskanzler Jean-Marc Mousson. Die Tagsatzung wählte ihn 1830 zu dessen Nachfolger. Der gemässigt liberale Amrhyn galt als gewissenhafter Verwalter und wurde in den folgenden Jahren jeweils oppositionslos wiedergewählt. Er missbilligte die Ziele des Sonderbundes, trat aber am 4. November 1847 zurück, weil er aus Gewissensnot die von der Tagsatzung beschlossene Kriegserklärung nicht gegenzeichnen wollte.
Amrhyns Leiche wurde am 7. April 1849 in Luzern aus der Reuss geborgen. Es gab keine Anzeichen äusserer Gewalteinwirkung, allerdings blieb ungeklärt, ob er einen Unfall gehabt oder sich ertränkt hatte.